# Gustav Richter (Politiker, 1827)
Gustav Richter (* 20. Januar 1827 in Primkenau, Landkreis Sprottau; † vor 1903) war ein schlesischer Kaufmann und Fabrikbesitzer sowie Mitglied des Reichstags des Deutschen Kaiserreichs.

## Leben
Gustav Richter war ein Kaufmann und Fabrikbesitzer in Mühlrädlitz, Landkreis Lüben. Im März 1882 gewann er für die Deutsche Fortschrittspartei (DFP) eine Ersatzwahl im Reichstagswahlkreis Liegnitz 4 (Lüben, Bunzlau). 1883 wurde er „wegen Beleidigung der Mitglieder des landesherrlichen Hauses und wegen Majestätsbeleidigung“ zu einer sechsmonatigen Gefängnisstrafe verurteilt. Gleichzeitig wurde ihm auch das Reichstagsmandat aberkannt. Die dadurch erforderliche Ersatzwahl gewann im Juni 1884 sein Parteifreund Philipp Schmieder.